# 1838 en mathématiques
| Années des mathématiques : 1835 - 1836 - 1837 - 1838 - 1839 - 1840 - 1841    |
| Décennies des mathématiques : 1800 - 1810 - 1820 - 1830 - 1840 - 1850 - 1860 |

Cet article présente les faits marquants de l'année 1838 en mathématiques.

## Naissances

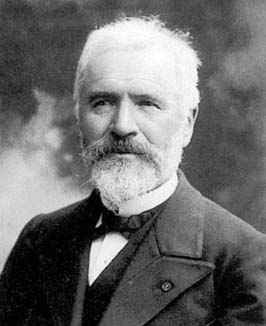
Camille Jordan

- 5 janvier : Camille Jordan (mort en 1922), mathématicien français.
- 28 février : Maurice Lévy (mort en 1910), ingénieur et mathématicien français.
- 3 mars : George William Hill (mort en 1914), astronome et mathématicien américain.

- 3 novembre : Georges-Léon Piarron de Mondésir (mort en 1915), militaire, inspecteur des finances et mathématicien français.

## Décès
- 16 mars : Nathaniel Bowditch (né en 1773), mathématicien américain.